# Liste von Kraftwerken in Costa Rica
Die Kraftwerke in Costa Rica werden sowohl auf einer Karte als auch in Tabellen (mit Kennzahlen) dargestellt. Die Liste ist nicht vollständig.

## Installierte Leistung und Jahreserzeugung
Im Jahr 2015 lag Costa Rica bzgl. der installierten Leistung mit 3.127 MW an Stelle 97 und bzgl. der jährlichen Erzeugung mit 10,38 Mrd. kWh an Stelle 99 in der Welt. Der Elektrifizierungsgrad lag 2013 bei 99,5 % (99,9 % in den Städten und 98,3 % in ländlichen Gebieten). Laut La Nación verfügte Costa Rica 2014 über eine installierte Leistung von 2.732 MW, während der Spitzenverbrauch bei 1.604 MW lag.
| Angostura |

| Arenal |

| Ca |

| Co |

| El Diquís |

| La Garita |

| Jo |

| Miravalles |

| Moín |

| Peñas |

| Pirrís |

| Reventazón |

| Río Macho |

| Sandillal |

| Toro II |

| Ventanas |

## Geothermiekraftwerke
In der Tabelle sind nur Kraftwerke mit einer installierten Leistung > 100 MW aufgeführt. Darüber hinaus gibt es noch weitere kleinere Kraftwerke.
| Name des Kraftwerks | Inst. Leistung (MW) | Status     |
| ------------------- | ------------------- | ---------- |
| Miravalles          | 115                 | in Betrieb |

## Kalorische Kraftwerke
In der Tabelle sind nur Kraftwerke mit einer installierten Leistung > 200 MW aufgeführt. Darüber hinaus gibt es noch weitere kleinere Kraftwerke.
| Name des Kraftwerks | Inst. Leistung (MW) | Brennstoff | Status     |
| ------------------- | ------------------- | ---------- | ---------- |
| Moín                | 266                 | Diesel     | in Betrieb |

## Wasserkraftwerke
In der Tabelle sind nur Wasserkraftwerke mit einer installierten Leistung > 30 MW aufgeführt. Darüber hinaus gibt es noch weitere kleinere Wasserkraftwerke.
| Name des Kraftwerks | Inst. Leistung (MW) | Fluss/See     | Status     |
| ------------------- | ------------------- | ------------- | ---------- |
| Angostura           | 177                 | Reventazón    | in Betrieb |
| Arenal              | 157                 | Arenal-See    | in Betrieb |
| Cachí               | 102                 | Reventazón    | in Betrieb |
| Corobici            | 180                 | Arenal-See    | in Betrieb |
| El Diquís           | 630                 | Río General   | geplant    |
| La Garita           | 30                  | Virilla       | in Betrieb |
| La Joya             | 50                  | Reventazón    | in Betrieb |
| Peñas Blancas       | 38                  | Peñas Blancas | in Betrieb |
| Pirrís              | 134                 | Pirrís        | in Betrieb |
| Reventazón          | 305,5               | Reventazón    | in Betrieb |
| Río Macho           | 120                 | Macho         | in Betrieb |
| Sandillal           | 32                  | Arenal-See    | in Betrieb |
| Toro II             | 65                  | Toro          | in Betrieb |
| Ventanas-Garita     | 97                  | Virilla       | in Betrieb |

## Windparks
Laut The Wind Power sind in Costa Rica zurzeit (Stand August 2016) 13 Windparks erfasst. In der Tabelle sind die nach installierter Leistung 3 größten Windparks aufgeführt.
| Name des Windparks | Inst. Leistung (MW) | Anzahl | Status     |
| ------------------ | ------------------- | ------ | ---------- |
| Chiripa            | 49,5                | 33     | in Betrieb |
| La Gloria          | 49,5                | 55     | in Betrieb |
| Orosi              | 50                  | 25     | in Betrieb |